# Osangularia
Osangularia es un género de foraminífero bentónico de la familia Osangulariidae, de la superfamilia Chilostomelloidea, del suborden Rotaliina y del orden Rotaliida. Su especie tipo es Osangularia lens. Su rango cronoestratigráfico abarca desde el Cretácico inferior hasta la Actualidad.

## Discusión
Clasificaciones más modernas incluyen Osangularia en la Familia Alabaminidae.

## Clasificación
Osangularia incluye a las siguientes especies:
- Osangularia abnormis
- Osangularia bengalensis
- Osangularia brunswickensis
- Osangularia californica
- Osangularia cordieriana
- Osangularia culter
- Osangularia danubiana
- Osangularia insigna
  - Osangularia insigna secunda
- Osangularia mallory
- Osangularia navarroana
- Osangularia occidentalis
- Osangularia parvula
- Osangularia peracuta
- Osangularia plummerae
- Osangularia primitiva
- Osangularia pteromphalia
- Osangularia schloenbachi
- Osangularia velascoensis
- Osangularia whitei

Otras especies consideradas en Osangularia son:
- Osangularia rugosa, aceptado como Nuttallides rugosus
- Osangularia umbonifera, aceptado como Nuttallides umbonifera
- Osangularia undulata, de posición genérica incierta